# Charles-Thomas de Schietere de Lophem
Charles-Thomas de Schietere de Lophem (Brugge, 17 september 1795 – 13 oktober 1876) was een Belgisch edelman, historicus en burgemeester van de Belgische gemeente Loppem in West-Vlaanderen.

## Levensloop
Ridder (1829) Charles Thomas Marie de Schietere de Lophem was de oudste van de acht kinderen van jonkheer Thomas-Louis de Schietere de Lophem (1769 - 1824) en van Anna Stochove (1776 - 1847). Hij trouwde in 1825 met Françoise Pecsteen de Sweevezeele (Brugge 1794 - 1877), laatste van haar familietak en weduwe van Joseph-Bruno de Thibault de Boesinghe (1786-1818). Ze had al vier kinderen uit haar eerste huwelijk en ze kregen er nog vier bij.
Na zijn humaniora te hebben doorlopen in het college van Roeselare, geleid door de Paters van het Geloof (ex-jezuïeten) werd hij in 1813 ingelijfd in het keizerlijk leger. Hij nam deel aan veldslagen bij Dresden, Leipzig en Hanau en bleef nog verder in enkele garnizoenssteden dienen, tot hij einde 1813 met onbepaald verlof naar huis trok.
Hij hernam zijn studies aan de École de Droit in Brussel en werd in 1817 licentiaat in de rechten. Hij werd onmiddellijk ambassadesecretaris benoemd in Kopenhagen en in 1823 in Stockholm. Hij nam ontslag uit de diplomatie om zich, ingevolge het overlijden van zijn vader, met de opvoeding van zijn jongere broers en zussen in te laten.

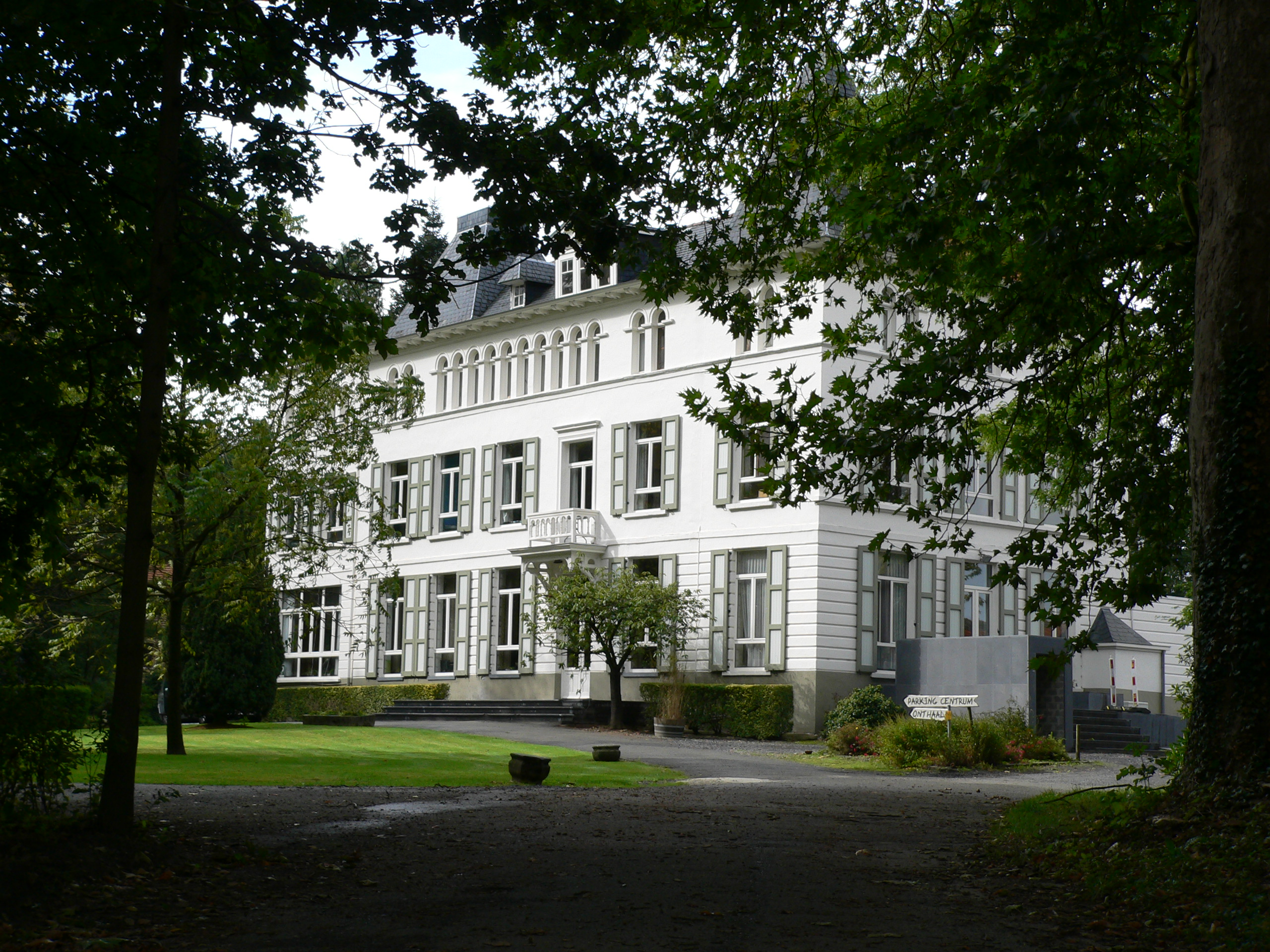
Het familiale landgoed "Ter Loo" in Loppem, volledig herbouwd door Charles-Thomas in 1845

In 1829 werd hij lid van de Provinciale Staten van West-Vlaanderen. Hij nam deel aan het 'Constitutioneel Banket' dat in Brugge het signaal gaf van de oppositievoering tegen Willem I. Na de revolutiedagen van 1830 werd hij kapitein  en in 1836 majoor van de Brugse Burgerwacht. In 1843 werd hij burgemeester van Loppem, ambt dat hij tot in 1848 vervulde. Hij was ook van 1866 tot aan zijn dood een actief lid van de provincieraad van West-Vlaanderen.
De Lophem werd lid en proost van de Edele Confrérie van het Heilig Bloed. Hij was ook lid van de kerkfabriek van Onze-Lieve-Vrouwkerk in Brugge. Vanaf 1843 was hij bestuurslid en secretaris van het Genootschap voor Geschiedenis te Brugge en bleef dit tot aan zijn dood. Hij was actief als secretaris maar publiceerde zelf weinig historische studies.
Van 1856 tot 1858 was hij voorzitter van de Vlaamsgezinde toneelvereniging 'Yver en Broedermin'. Hij was lid van de Société la Concorde en medestichter van de katholieke kiesvereniging in Brugge.

## Publicaties
- Les lamentations de Siger van Male, in: Handelingen van het Genootschap voor Geschiedenis te Brugge, 1845, blz. 276-308